# Hållerstorps göl
Hållerstorps göl är en sjö i Västerviks kommun i Småland och ingår i Storåns huvudavrinningsområde. Sjön har en area på 0,0553 kvadratkilometer och ligger 17,1 meter över havet. Sjön avvattnas av vattendraget Bällsjöbäcken.

## Delavrinningsområde
Hållerstorps göl ingår i det delavrinningsområde (643361-154026) som SMHI kallar för Mynnar i Storån. Medelhöjden är 39 meter över havet och ytan är 7,57 kvadratkilometer. Det finns ett avrinningsområde uppströms, och räknas det in blir den ackumulerade arean 22,85 kvadratkilometer. Bällsjöbäcken som avvattnar avrinningsområdet har biflödesordning 2, vilket innebär att vattnet flödar genom totalt 2 vattendrag innan det når havet efter 3 kilometer. Avrinningsområdet består mestadels av skog (47 procent), öppen mark (12 procent) och jordbruk (36 procent). Avrinningsområdet har 0,26 kvadratkilometer vattenytor vilket ger det en sjöprocent på 3,5 procent.